# Język chiński

Zasięg geograficzny poszczególnych języków chińskich

Język chiński (chiń. upr. 汉语; chiń. trad. 漢語; pinyin Hànyǔ lub 中文; pinyin Zhōngwén) – język lub grupa spokrewnionych języków (w klasyfikacji ISO 639-3: makrojęzyk) z rodziny języków chińsko-tybetańskich.
W piśmie chińskim zazwyczaj nie oddaje się różnic w wymowie (różnych tonów tej samej sylaby), tj. zapis jest identyczny, ale jego wymowa może się bardzo różnić w zależności od mowy danego użytkownika. Poszczególne odmiany językowe mogą być wzajemnie niezrozumiałe w mowie, ale ze względu na specyficzne pismo bywają wzajemnie zrozumiałe w piśmie. Na przykład znak „człowiek” – 人, może być odczytany jako rén (mand.), yan⁴ (kant.), jîn, lîn, lâng (minnan), choć znaczy to samo. Ethnologue wyróżnia w obrębie makrojęzyka kilkanaście języków chińskich.

## Standardowy język mandaryński
Standardowy język chiński, nazywany przez zwolenników istnienia wielu języków chińskich standardowym językiem mandaryńskim, to oficjalny język Chińskiej Republiki Ludowej, opracowany w latach 50. XX w. i nauczany w chińskich szkołach od 1956 roku. Według danych spisu powszechnego z 2000 roku, w języku tym mówi w Chinach ponad 840 mln osób. Liczbę cudzoziemców władających tym językiem lub uczących się go władze chińskie szacują na 30 mln osób.
Wywodzi się on z tzw. języków mandaryńskich, używanych na północy Chin. Jest językiem urzędowym w trzech państwach: ChRL, Tajwanie i Singapurze. Dzięki edukacji prowadzonej w tym języku jest on zrozumiały dla większości użytkowników języków chińskich i nazywany w Chinach kontynentalnych putonghua = „mowa powszechna”, a na Tajwanie guoyu = „język państwowy”.

## Języki chińskie
Języki chińskie (z wyjątkiem min) pochodzą od języka średniochińskiego, używanego w mowie od VI do X wieku. Ze względów politycznych i kulturowych, a także ze względu na istnienie w praktyce jednego standardu języka pisanego, poszczególne języki są często nazywane dialektami (lub zespołami dialektów), tzn. odmawia im się statusu pełnoprawnych języków.
Encyklopedia Popularna PWN wymienia następujące grupy dialektów języka chińskiego:
- mandaryńskie (z pekińskim i nankińskim)
- wu (z szanghajskim)
- min (z fujiańskim)
- yue (z kantońskim)

Posługuje się nimi ponad 1,3 mld ludzi zamieszkujących Chińską Republikę Ludową, Republikę Chińską (Tajwan) (20 mln), Malezję (5 mln), Tajlandię (4 mln), Indonezję i Singapur (po 2 mln). Języki chińskie są językami ojczystymi ponad miliarda Chińczyków (Han), a także ludów zasymilowanych, m.in. Mandżurów, Hui czy She.
Z lingwistycznego punktu widzenia współczesne języki chińskie należy podzielić na dwie wielkie grupy:
- grupę północną, której języki są ze sobą blisko spokrewnione i w ograniczonym zakresie wzajemnie zrozumiałe. Języki tej grupy mają 3 (dialekt północno-wschodni) lub 4 tony (chiński standardowy, wywodzący się z dialektu pekińskiego). Struktura tonów różni się nieco między językami.
- grupę południową, której języki są od siebie (i od chińskiego północnego) bardzo odległe i wzajemnie niezrozumiałe. Języki te mają bogatszą strukturę tonów; najwięcej ma minnan (południowy min), który ma 7-8 tonów, w zależności od dialektu. Języki południowe z językoznawczego punktu widzenia uchodzą za bardziej archaiczne.

### Grupa północna
W skład grupy północnej (zwanej językami mandaryńskimi) wchodzą:
- dialekt północno-wschodni – w prowincjach północno-wschodnich Chin: Liaoning, Jilin, Heilongjiang;
- dialekt północny: w prowincjach Henan, Szantung, Shanxi;
- dialekt północno-zachodni – w prowincjach Gansu, południowym Shaanxi i w regionie autonomicznym Sinciang;
- dialekt pekiński (także w prow. Hebei); na jego wymowie oparto standard urzędowy guoyu/putonghua;
- dialekt nankiński – w prowincjach Jiangsu i Anhui;
- dialekt południowo-zachodni (w tym np. dialekt syczuański i jego dalsze odmiany jak dialekt miasta Chengdu) – w południowych Chinach, prowincje: Syczuan, Junnan, Kuejczou i Hubei

Wyróżnia się też czasami język jin, który choć obejmuje prowincje Shaanxi, Shanxi i część Mongolii Wewnętrznej, zalicza się do grupy języków południowych ze względów genealogicznych.

### Grupa południowa
Do grupy języków południowych wchodzą:
- język kantoński (yue) (80 mln) – w południowych Chinach: południowe Guangxi i Guangdong, a także na terytoriach Hongkongu i Makau
- język wu (80 mln) – we wschodnich Chinach w okolicach Szanghaju (prowincja Zhejiang)
- język min (50 mln) – w południowo-wschodnich Chinach kontynentalnych: Fujian, częściowo Zhejiang i Guangdong, oraz na przybrzeżnych wyspach Hajnan i Tajwan; dzielony często na min północny (minbei, w tym dialekt Fuzhou) oraz min południowy (minnan, łącznie z tajwańskim)
- język hakka (w standardowym mandaryńskim: kejia) (40 mln) – północne Guangxi i Guangdong, także na Tajwanie
- język xiang (hunański) (40 mln) – prowincja Hunan
- język gan (jiangxi) (20 mln) – prowincja Jiangxi
- i kilka pomniejszych

Dodatkowo poszczególne języki dzielą się na wiele dialektów, często wzajemnie niezrozumiałych. Niektóre z tych dialektów mają status wyższy od innych i są uznawane za standard. Zwykle są to dialekty dominującego ośrodka administracyjnego, np. w kantońskim taki status ma dialekt Kantonu (używany także w Hongkongu i Makau), wśród dialektów minnan jest kilka standardów (co wiąże się z podziałami administracyjnymi) – w Fujian i na Tajwanie to dialekt miasta Xiamen, we wschodnim Guangdongu dialekt Shantou i Chaozhou (tzw. dialekt teochew). Własne standardy ma też dialekt hajnański.

Różnicowanie się języków chińskich od czasów dynastii Zhou po czasy współczesne.

## Dyglosjaw Chinach
W przypadku języka chińskiego należy także wyraźnie odróżniać język pisany i mówiony, przede wszystkim ze względu na użycie pisma morfosylabicznego, które nie notuje wymowy i przyczyniło się do wykształcenia trwałego pisanego standardu. Do początków Republiki rolę uniwersalnego języka pisanego pełnił wenyan (chiński klasyczny), różnie czytany w poszczególnych językach i dialektach. Na dialekcie północnym oparta była guanhua (dosł. „mowa urzędników”), używana w mowie lingua franca cesarskiej biurokracji (stąd nazwa „mandaryński” dla dialektów północnych – „mandaryn” to dawna europejska nazwa urzędnika w cesarskich Chinach), a od czasów dynastii Yuan i Ming stała się językiem pisanym literatury popularnej. Obecnie język pisany jest oparty na mandaryńskim, gramatycznie i leksykalnie tożsamy z oficjalnym standardem, choć pojawia się w nim wiele zapożyczeń z języka klasycznego rzadko spotykanych w mowie.
W ChRL prowadzona jest kampania używania w mowie standardowego języka (putonghua); wyłącznie w tym języku ma odbywać się nauka w szkołach, inne języki i dialekty rugowane są z mediów itp. Na Tajwanie języki tajwański oraz hakka mają obecnie wyraźnie wyższą pozycję; obok nauki w języku mandaryńskim, w szkołach są także od kilku lat prowadzone lekcje tych języków jako zajęcia dodatkowe. W Singapurze, w którym lingua franca między różnymi grupami etnicznymi jest angielski, władze promują wśród etnicznych Chińczyków naukę standardowego mandaryńskiego pod hasłem „nauki języka przodków”, mimo że większość singapurskich Chińczyków pochodzi z południowych Chin, gdzie znajomość mandaryńskiego dawniej była rzadkością, a w kontaktach rodzinnych używa różnych języków i dialektów, głównie hokkien. Wyjątkiem są Hongkong i Makau, gdzie oficjalnym językiem jest kantoński (obok angielskiego w Hongkongu i portugalskiego w Makau), jednak większość tekstów pisanych powstaje w języku standardowym, ale czytane są w wymowie kantońskiej.
Rodzimy dialekt jest w wielu regionach Chin ważnym składnikiem tożsamości lokalnej. Na ogół użytkownicy danego dialektu będą się nim posługiwać między sobą, przechodząc na język standardowy jedynie wtedy, gdy zwracają się bezpośrednio do osoby, która dialektu nie rozumie.
Do transkrypcji używa się obecnie głównie systemów opartych na alfabecie łacińskim. Do transkrypcji standardowego mandaryńskiego stosuje się przede wszystkim obowiązującą w ChRL i coraz szerzej respektowaną na świecie transkrypcję łacińską pinyin. Inne, wychodzące stopniowo z użycia systemy, to m.in. system Wade’a-Gilesa oraz bopomofo.